# Carrer d'Aragó
Carrer d'Aragó è un'importante strada di Barcellona ed una delle strade più larghe e trafficate dei distretti dell'Eixample e di Sant Martí. La via comincia in Carrer de Tarragona e finisce in Carrer de Lope de Vega, diventando poi Rambla de Guipúscoa, e attraversa l'Avinguda Diagonal e l'Avinguda Meridiana, costeggiando su un lato la Manzana de la Discordia sul Passeig de Gràcia.

## Storia
La sua realizzazione venne approvata nel 1863 come parte del piano di riforma urbanistica di Barcellona progettato da Ildefons Cerdà. Il nome iniziale che appariva nel documento del 1867 era L Street ma in seguito, su proposta di Víctor Balaguer che era stato incaricato di rinominare tutte le strade della zona, gli venne preferito il nome attuale che fa riferimento alla Corona d'Aragona.

## Edifici notevoli
- Editorial Montaner i Simón, sede attuale della Fundació Antoni Tàpies.
- Església de la Concepció, una chiesa gotica costruita tra il XIII e il XV secolo che in origine si trovava nella Via Laietana e che venne trasferita in Carrer d'Aragó in più fasi dal 1869 al 1879.
- Mercat de la Concepció - Il mercato più antico dell'Eixample, costruito nel 1888 da Antoni Rovira i Trias.

## Trasporti

### Ferrovia
Dagli anni '30 agli anni '50 la strada era stata attraversata da treni in superficie, mentre oggi c'è una stazione ferroviaria all'incrocio tra Carrer d'Aragó e Avinguda Meridiana chiamata El Clot-Aragó.

### Metropolitana
La via è servita dalla linea 3 della metropolitana di Barcellona con due stazioni: una all'inizio della strada chiamata Tarragona e una seconda chiamata Passeig de Gràcia, sotto l'omonima via.
Nella parte orientale di Carrer d'Aragó passa invece la Linea 2 con le stazioni Clot, Bac de Roda e Sant Martí, oltre a La Pau nella Rambla de Guipúscoa.